# Stiffelio
Stiffelio ist eine Oper in drei Akten von Giuseppe Verdi auf ein Libretto von Francesco Maria Piave. Die Handlung der Oper basiert auf dem 1849 uraufgeführten Schauspiel Le pasteur, ou L’évangile et le foyer von Émile Souvestre und Eugène Bourgeois.
Die Uraufführung der Oper fand am 16. November 1850 am Teatro Grande in Triest statt. Nach Problemen mit der Zensurbehörde und verfälschenden Eingriffen arbeiteten Piave und Verdi die Oper sieben Jahre später zu dem in Rimini uraufgeführten Aroldo um.

## Handlung

### Vorgeschichte
Die Handlung spielt in Deutschland im 19. Jahrhundert. Stiffelio musste vor ungenannten Feinden, wohl religiösen Gegnern, fliehen und fand unter dem Namen Rodolfo Müller Zuflucht bei Stankar. Inzwischen ist er ein angesehener Prediger und mit Lina, der Tochter Stankars, verheiratet. Während einer längeren Reise Stiffelios verleitete Raffaele Leuthold, ein notorischer Verführer, Stiffelios Frau Lina zum Ehebruch.

### Erster Akt
Erstes Bild: Ebenerdiger Saal in Stankars Schloss
Pfarrer Jorg, der in Klopstocks Messias liest, erwartet dringend die Rückkehr Stiffelios, weil den Glaubensbrüdern sein Rat fehlt. Als Stiffelio zusammen mit Lina eintritt, kommen auch Stankar, Federico, Raffaele und Dorotea hinzu. Stiffelio erzählt eine sonderbare Geschichte. Ein Schiffer hatte vor acht Tagen morgens an einem Fenster des Schlosses einen Mann beobachtet und neben ihm eine Frau, die wie von Sinnen schien. Schließlich stieg der Mann aus dem Fenster und flüchtete ins Wasser. Dabei verlor der Mann eine Brieftasche, die der Schiffer Stiffelio ausgehändigt hat. Lina und Raffaele erschrecken, Stankar schöpft Verdacht. Stiffelio will die Papiere nicht lesen, sondern wirft die Brieftasche wegen der Barmherzigkeit Gottes ins Feuer, um so die Sünde auszutilgen. Raffaele zischelt Lina zu, dass er ihr eine Nachricht in das Buch legen will. Als Freunde und Anhänger Stiffelios diesen mit einem Loblied begrüßen, sagt er, dass Gott allein zu loben sei. Lina wird von Reue geplagt.

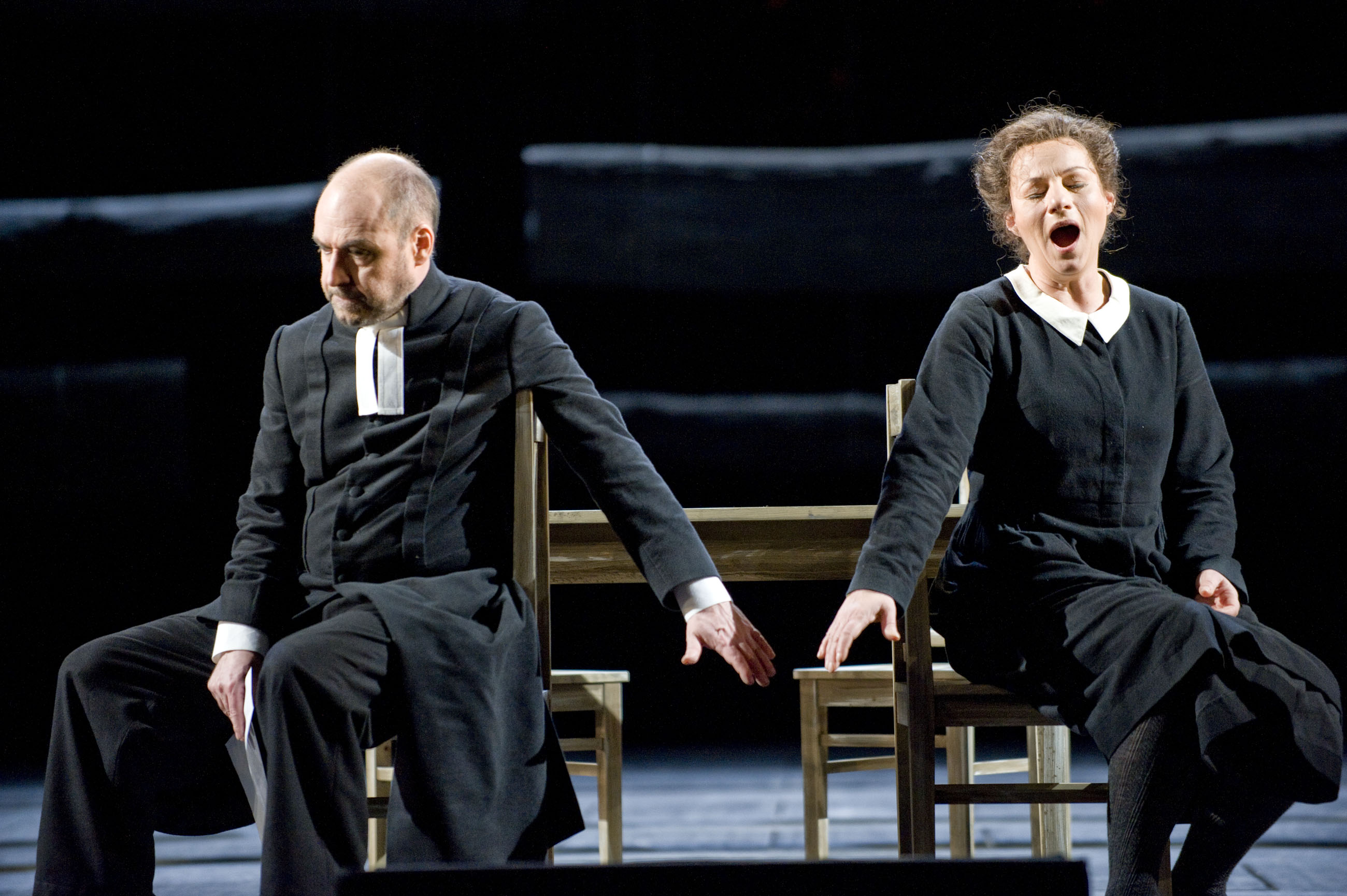
Lars Cleveman und Lena Nordin als Stiffelio und Lina, Königliche Oper Stockholm 2011

Als sie mit Stiffelio allein ist, klagt er, dass er auf seiner Reise nur Unterdrückung, Laster, Geldgier, den Mangel an Menschlichkeit und ehebrecherische Frauen erlebt hat. Bei der Erinnerung daran, dass heute sein Hochzeitstag ist, entdeckt er, dass sie ihren Ring nicht mehr trägt. Aus ihrem Seufzen erkennt er ihre Verfehlung. Nachdem Stankar Stiffelio, den er noch immer Müller nennt, zu einer Besprechung abberufen hat, versucht Lina voller Reue zu beten und ihrem Mann in einem Brief alles zu gestehen. Stankar überrascht sie dabei, nimmt ihr den Brief weg und liest den Inhalt. Stankar wirft ihr vor, Schande über ihn gebracht zu haben. Er gebietet ihr, über den Fehltritt zu schweigen, um Stiffelios Seelenfrieden nicht zu stören.
Raffaele legt heimlich einen Brief an Lina in das verschlossene Buch, in dem er sie zu einem Treffen bittet. Federico, Linas Cousin, nimmt das Buch mit sich.
Zweites Bild: Festlich erleuchtete Empfangshalle des Schlosses
Im Finale I sagt Jorg, der Raffaele beobachtet hat, zu Stiffelio, dass jemand in dem Buch eine Nachricht hinterlegt hat. Als Stiffelio das Buch öffnen will, fällt der Brief heraus. Stankar liest ihn, zerreißt den Brief und fordert Raffaele zum Duell auf dem Kirchhof.

### Zweiter Akt
Ein alter Friedhof. In der Mitte ein Kreuz, links eine Kirche
Lina betet am Grab ihrer Mutter um Vergebung. Raffaele kommt hinzu. Auf ihre Bitte, ihr die Briefe und den Ring zurückzugeben und zu gehen, weigert er sich. Stankar kommt mit zwei Degen in der Hand, um sich mit Raffaele zu duellieren, und schickt Lina fort. Raffaele will nicht kämpfen, bis ihn Stankar als „Findelkind“ beleidigt. Stiffelio, der aus der Kirche tritt, entdeckt die Duellanten und verbietet ihnen, gegeneinander zu kämpfen, noch dazu auf geweihter Erde. Stattdessen verlangt er, dass sie sich versöhnen. Als auch Lina hinzukommt, bittet sie ihren Mann um Verzeihung. Stiffelio erkennt nun, dass Raffaele sein Nebenbuhler ist, und will selbst gegen ihn kämpfen. Aus der Kirche ertönt ein religiöses Lied. Jorg, der aus der Kirche tritt, bittet Stiffelio, der Gemeinde Trost zu schenken. Stiffelio, der noch immer voller Wut ist, kommt zur Besinnung, will aber niemals seiner treulosen Frau verzeihen. Als Jorg auf das Friedhofskreuz weist, fällt Stiffelio ohnmächtig am Fuß des Kreuzes nieder.

### Dritter Akt
Erstes Bild: Ein Vestibül (Anticamera) mit Türen
Raffaele ist geflohen und hat Lina einen Brief hinterlassen, in dem er sie auffordert, ihm zu folgen. Stankar, der den Brief abgefangen hat, gerät erneut in Wut, fühlt sich entehrt und schreibt einen Abschiedsbrief an Stiffelio und will anschließend mit einer Pistole Selbstmord begehen. Jorg, auf der Suche nach Stiffelio, teilt Stankar mit, dass er Raffaele aufgespürt und mitgebracht hat. Stankar will Rache und gibt den Gedanken an Suizid auf. Stiffelio fragt Raffaele, was er tun würde, wenn er Lina freigibt. Raffaele weiß keine Antwort. Stiffelio, der Lina um ein Gespräch gebeten hat, schickt Raffaele in einen Nebenraum, damit er das Gespräch belauscht. Stiffelio gibt Lina frei, damit sie mit Raffaele zusammenleben kann. Er erklärt die Ehe für ungültig und übergibt ihr den Scheidungsbrief. Lina unterschreibt schließlich. Erst jetzt ist sie nicht mehr an das Versprechen ihrem Vater gegenüber gebunden und bittet Stiffelio als Seelsorger, ihr die Beichte abzunehmen. Dabei bekennt sie, dass sie Stiffelio noch immer liebt und dass sie von Raffaele ausgenutzt und verführt wurde. Stiffelio plant, Raffaele zu töten, aber Stankar ist ihm zuvorgekommen. Stiffelio und Jorg beschließen, den Ort des Verbrechens zu verlassen und in die Kirche zu gehen. Lina glaubt nicht an Vergebung für ihre ungewollte Sünde.
Zweites Bild: Inneres einer gotischen Kirche, Kanzel auf einer Säule
Dorotea, Federico und der Chor singen einen Bußpsalm. Stankar bittet Gott um Verzeihung. Jorg schlägt dem noch immer verwirrten Stiffelio vor, die Bibel aufzuschlagen. Gott werde ihn erleuchten. Stiffelio schlägt das Neue Testament an der Stelle auf, wo Jesus der Ehebrecherin vergibt, und liest die Stelle laut vor. Auch Stiffelio verzeiht.

## Instrumentation
Die Orchesterbesetzung der Oper enthält die folgenden Instrumente:
- Holzbläser: Piccoloflöte, Flöte, zwei Oboen, Englischhorn, zwei Klarinetten, zwei Fagotte
- Blechbläser: vier Hörner, zwei Trompeten, drei Posaunen, Cimbasso
- Pauken, Schlagzeug: Große Trommel, Kleine Trommel
- Orgel
- Streicher

## Werkgeschichte

### Entstehung und musikalische Einordnung
Das der Oper zugrunde liegende Schauspiel war bereits 1848, im Jahr vor der Pariser Uraufführung, in einer italienischen Übersetzung von Gaetano Vestri bekannt geworden. In diesem Stück wird der Ehebruch einer evangelischen Pfarrersfrau behandelt, was zu damaligen Zeiten noch als skandalös galt, obwohl Émile Souvestre moralisierende Belehrungen einfließen ließ. Verdi sah in dem Stück einen geeigneten Opernstoff, verzichtete aber auf einen Teil der Vorgeschichte, wodurch die Rolle Linas, der Pfarrersfrau, und ihres Verführers nur unzureichend erklärt wird.
Verdi vertonte den Stiffelio im Anschluss an Luisa Miller, zu einer Zeit, als er mit seiner späteren Frau, der Sängerin Giuseppina Strepponi, aus Paris zurückgekehrt war und sich zusammen mit ihr in Busseto niederließ. Somit war Stiffelio die Oper, die dem Rigoletto, dem Troubadour und der Traviata vorausging. Nach Meinung des Verdi-Biographen Budden gehören diese Jahre zwischen 1849 und 1853 „zu den fruchtbarsten Zeiten“ Verdis.

### Rezeption
Unter dem Druck der Zensurbehörde, die nach der gescheiterten Revolution von 1848/49 und der darauf folgenden Restauration besonders unnachgiebig war, musste die Handlung der Oper noch vor der Uraufführung geändert werden. So war es in Italien undenkbar, dass ein Priester verheiratet war. Daher wurden Stiffelio und der Prediger Jorg zu sektierenden Laien und Sektenpredigern der Assasverianer / Ahasverianer degradiert. Im Duett zwischen Lina und Stiffelio im dritten Akt, wo Lina ihren Mann als Seelsorger anruft und beichten will, wurde aus der Stelle Ministro, confessatemi! („Priester, höre meine Beichte!“) der wenig sinnvolle Ausruf: Rodolfo, deh! ascoltatemi! („Rodolfo, ach! Höre mich!“). Auch die Szene in der Kirche musste nach dem Willen der Zensoren umgestaltet werden, um nicht den Anschein zu erwecken, dass die Gläubigen „zum Hören des Wortes Gottes“ versammelt waren. Stiffelio durfte auch nicht aus dem Evangelium zitieren.
Nach diesen und weiteren Verstümmelungen der Oper fand die Uraufführung im Februar 1850 in Triest statt, wobei das Werk auf Unverständnis stieß und das Publikum nur schwach applaudierte. Zu diesem Zeitpunkt konzipierte Verdi bereits die Musik des Rigoletto, so dass er keine Zeit fand, das Werk umzuschreiben.
Bei den Wiederaufführungen in Neapel und im Kirchenstaat durfte Stiffelio auch kein Prediger mehr sein, sondern mutierte zu einem Minister namens „Guglielmo Wellingrode“.
Verdi war mit diesen Änderungen nicht einverstanden. Als der Stiffelio an der Mailänder Scala Anfang 1851 aufgeführt werden sollte, schrieb Verdi an seinen Verleger, dass man warten solle, bis er die Szene in der Kirche umgestaltet habe. Er sah dazu eine Gelegenheit, als die Oper 1852 in Bologna aufgeführt werden sollte und Verdi zu den Proben eingeladen wurde. Als er jedoch erfuhr, dass die Oper in der entstellten Form unter dem Titel Wellingrode aufgeführt werden sollte, sagte er ab.
Schließlich sah Verdi nur noch die Möglichkeit, die Oper total umzuarbeiten, indem Ort und Zeit der Handlung geändert wurden. Stiffelio wurde zu einem Kreuzritter namens Aroldo. Der Librettist Piave und Verdi schrieben viele Szenen der Oper um, so dass die Erstaufführung des Aroldo einer Uraufführung gleichkam.
Nach der erfolgreichen Aufführung des Aroldo ordnete Verdi an, das frühere Notenmaterial zu vernichten. Er selbst hatte im Autograph die geänderten Stellen herausgerissen und ersetzt. Allerdings waren einige Klavierauszüge erhalten geblieben, woraus die ursprüngliche Oper von Verdi-Forschern rekonstruiert werden konnte.
Erst in den späten 1960er Jahren wurden die Originalpartituren des Stiffelio und des Guglielmo Wellingrode in der Bibliothek des Konservatoriums Neapel aufgefunden, so dass eine unverfälschte Aufführung des Stiffelio möglich wurde. Die erste Wiederaufführung des Stiffelio fand am 26. Dezember 1968 unter der Leitung von Peter Maag im Teatro Regio in Parma statt.

## Diskographie (Auswahl)
(Jahr; Dirigent; Stiffelio, Lina, Stankar, Jorg, Raffaele; Orchester; Label)
- 1968: Peter Maag; Gastone Limarilli, Angeles Gulin Dominguez, Walter Alberti, Antonio Zerbini, Beniamino Prior; Chor und Orchester des Teatro Regio di Parma; Nuova Era und Melodram (Liveaufnahme mit dramaturgischen Strichen)
- 1980: Lamberto Gardelli; José Carreras, Sylvia Sass, Matteo Manuguerra, Wladimiro Ganzarolli, Ezio di Cesare; Chor und Sinfonieorchester des ORF; Philips
- 1993: James Levine; Plácido Domingo, Sharon Sweet, Vladimir Chernov, Paul Plistka, Peter Riberi; Chor und Orchester der Metropolitan Opera; Deutsche Grammophon (DVD 116 Min)
- 2008: Mark Elder; José Cura, Sondra Radvanovsky, Roberto Frontali, Alastair Miles, Reinaldo Macias; Covent Garden Orchestra; Celestial Audio